# Эль-Хиндия
Эль-Хиндия (араб. الهندية‎) — город в центральной части Ирака, расположенный на территории мухафазы Кербела. Административный центр одноимённого округа.

## Географическое положение
Город находится в восточной части мухафазы, на обоих берегах реки Евфрат, на высоте 150 метров над уровнем моря.

Эль-Хиндия расположена на расстоянии приблизительно 17 километров к востоку-юго-востоку (ESE) от Кербелы, административного центра провинции и на расстоянии 75 километров к юго-юго-западу (SSW) от Багдада, столицы страны.

## Население
По данным последней официальной переписи 1965 года, население составляло 16 277 человек.
Динамика численности населения города по годам:
| 1965   | 2012   |
| ------ | ------ |
| 16 277 | 47 963 |